# Working Man's Café
Working Man's Café je sólové album Raye Daviese. Bylo vydáno 22. října 2007.

## Seznam skladeb
1. „Vietnam Cowboys“
2. „You're Asking Me“
3. „Working Man's Café“
4. „Morphine Song“
5. „In a Moment“
6. „Peace in Our Time“
7. „No One Listen“
8. „Imaginary Man“
9. „One More Time“
10. „The Voodoo Walk“
11. „Hymn for a New Age“
12. „The Real World“

## Obsazení
- Ray Davies – zpěv, akustická kytara, klávesy (s výjimkou „In a Moment“, „No One Listen“ a „The Real World“)
- Patrick Buchanan – elektrická kytara
- Shannon Otis Forrest – bicí
- Craig Young – baskytara
- Timothy Lauer – klávesy v „In a Moment“, „No One Listen“ a „The Real World“
- Ray Kennedy – doprovodné vokály, další elektrická kytara ve „Vietnam Cowboys“, „Imaginary Man“ a „The Voodoo Walk“, perkuse (s výjimkou „You're Asking Me“ a „One More Time“)
- Mike Cotton – trubka v „Morphine Song“
- Nick Payne – tenorový a barytonový saxofon v „Morphine Song“
- Guellepumpi, Frenkendorf – žestě
- Mick Avory – perkuse v „You're Asking Me“
- Bill Lloyd – elektrická kytara v „The Real World“